# Wie der Stahl gehärtet wurde
Wie der Stahl gehärtet wurde (russ. Как закалялась сталь; Kak sakaljalas stal; wiss. Transliteration Kak zakaljalas’ stal’) ist ein Roman des sowjetischen Schriftstellers Nikolai Alexejewitsch Ostrowski. Er ist eines der  bekanntesten Beispiele für die Literatur des Sozialistischen Realismus und hat nach Einschätzung des 1963 erschienenen DDR-Lexikons der Weltliteratur „bei der sozialistischen Erziehung in der Sowjetunion und bei der sozialistischen Bewußtseinsbildung der fortschrittlichen Jugend in der ganzen Welt eine bedeutende Rolle gespielt.“

## Entstehung
Die Lebensgeschichte von Pawel „Pawka“ Kortschagin basiert auf der Biographie des Verfassers. Ostrowski arbeitete in den Jahren 1930 bis 1933 an seinem Hauptwerk, die ersten Ausgaben wurden in den Jahren 1932 und 1934 veröffentlicht. Das Buch erfuhr im Laufe der Jahre immer wieder Änderungen. Während Pawka z. B. in der Erstausgabe noch Mitglied der Arbeiteropposition ist, revidiert Ostrowski das in der dritten Auflage, um den jungen Revolutionär makellos erscheinen zu lassen. Das Buch ist heute vielen Kritiken ausgesetzt, da es sehr von der damaligen politischen Linie gefärbt ist. Am augenscheinlichsten dabei ist die Darstellung der Machnowschtschina als kriminelle Bande und der generell abwertende Tonfall gegenüber innerparteilichen, oppositionellen Strömungen der Arbeiteropposition und des Trotzkismus.

## Inhalt
Der junge Pawel Pawka Kortschagin lebt mit seiner Mutter in ärmlichen Verhältnissen. Um zum Lebensunterhalt beizutragen, muss er in einem Bahnhofsrestaurant arbeiten und erlebt hier Ausnutzung und Demütigung. Ablenkung erfährt der Junge nur durch den Kontakt zu Tonja, der Tochter eines wohlhabenden Försters, und seinem älteren Bruder Artjom, der in einem Eisenbahndepot arbeitet. Durch diesen findet er kurz nach der Abdankung Nikolaus des II. auch zur Politik. In Teilen Russlands gründen sich in dieser Zeit paramilitärische Gruppen, antisemitische Pogrome brechen aus.
Pawel freundet sich mit dem Bolschewiken Shuchrai an, den er vor einer Verhaftung bewahrt. Dafür muss er selbst kurzzeitig ins Gefängnis. Nach der Oktoberrevolution und dem Ausbruch des Bürgerkrieges dient er in der Roten Armee sowie der Tscheka, wird mehrfach verwundet und erkrankt an Typhus. Auf eigenen Wunsch wird er aus dem Dienst entlassen und arbeitet für die Eisenbahn. Auch hier zehrt er sich auf, als bei widrigen Wetterbedingungen und Sabotage neue Gleise verlegt werden müssen, um die Versorgung der Bevölkerung sicherzustellen. Während einer Eisenbahnhavarie infolge starker Schneeverwehungen begegnet er Tonja, die inzwischen mit einem Ingenieur verheiratet ist, zum letzten Mal.
Letztlich widmet sich Pawel zunehmend der politischen Arbeit und nimmt an Versammlungen und Diskussionen teil, wo es u. a. zu Meinungsverschiedenheiten innerhalb der Bolschewiki und Kritik an undisziplinierten Komsomol-Mitgliedern kommt. Aufgrund seiner angeschlagenen Gesundheit wird ihm ein Kuraufenthalt bewilligt. Kurz darauf heiratet er die Hilfsarbeiterin Taja Kützam, findet in deren Familie aber nur wenig Akzeptanz. Schließlich erleidet Pawel infolge eines im Bürgerkrieg erlittenen Steckschusses eine Lähmung, wird bettlägerig und erblindet überdies. Mit Hilfe einer Schablone beginnt er, unter dem Titel Die im Sturm Geborenen einen Roman über die Kotowski-Division zu schreiben. Als das Originalmanuskript der ersten drei Kapitel auf dem Postweg verloren geht, ist er zutiefst enttäuscht, unternimmt dank der Unterstützung von Freunden jedoch einen zweiten Versuch. Das Leningrader Gebietskomitee nimmt Pawels Entwurf begeistert auf und leitet die Veröffentlichung des Buches ein.

## Das berühmte Zitat
Im dritten Kapitel des zweiten Teils ist Pawel Kortschagin vom Typhus noch geschwächt und hat zum vierten Mal „an der Schwelle des Todes gestanden und war wieder zum Leben zurückgekehrt.“ Den Genesungsurlaub verbringt er bei seiner Herkunftsfamilie in einer kleinen Stadt, wo er – angewidert vom „kleinbürgerlichen Milieu“ – sich nach „den riesigen Steingebäuden, nach den verrußten Werkstätten seines Betriebes, den Maschinen und dem leisen Surren der Riemen“ sehnt. Beim Spaziergang ergreift ihn eine „seltsame Niedergeschlagenheit“. Am Stadtrand kommt er zu dem Platz, an dem Genossen erhängt wurden, und zu ihren Gräbern: „Hier hatten die tapferen Kameraden ihr Leben gelassen, damit das Leben derer schöner werde, die in Elend und Armut geboren wurden und für die allein die Geburt schon den Anfang der Sklaverei bedeutete. ... Trauer, tiefe Trauer erfüllte sein Herz.“ Er nimmt die Mütze ab und denkt:

„Das Wertvollste, was der Mensch besitzt, ist das Leben. Es wird ihm nur einmal gegeben, und er muss es so nützen, daß ihn sinnlos verbrachte Jahre nicht qualvoll gereuen, die Schande einer kleinlichen, inhaltslosen Vergangenheit ihn nicht bedrückt und daß er sterbend sagen kann: Mein ganzes Leben, meine ganze Kraft habe ich dem Herrlichsten in der Welt – dem Kampf für die Befreiung der Menschheit – geweiht. Und er muß sich beeilen, zu leben. Denn eine dumme Krankheit oder irgendein tragischer Zufall kann dem Leben jäh ein Ende setzen.“

Zum Abschied spielt er Ziehharmonika für seine Mutter, die staunt: „In seiner Musik klang jetzt nicht mehr die unbändige Verwegenheit, jenes tolle Jauchzen voller Ausgelassenheit, jener trunkene Übermut, die den jungen Harmonikaspieler Pawka im ganzen Städtchen berühmt gemacht hatten. Seine Musik klang melodisch, war jedoch, ohne ihre Kraft einzubüßen, ernster und tiefgründiger geworden.“
Das Zitat wird auch im DEFA-Film Ernst Thälmann – Führer seiner Klasse verarbeitet, wo es kurz vor der Ermordung Thälmanns auftaucht.

## Adaptionen
Das Buch wurde dreimal von sowjetischen Regisseuren  verfilmt: Wie der Stahl gehärtet wurde (Mark Semjonowitsch Donskoi, 1942), Pawel Kortschagin (Alexander Alow und Wladimir Naumow, 1957) sowie als sechsteilige Fernsehserie Wie der Stahl gehärtet wurde (Nikolai Mastschenko, 1975).
Das Moskauer Theater der Jungarbeiter (ab 1938: Theater des Leninschen Komsomol) sowie das Radlow-Theater in Leningrad adaptierten den Roman auch für die Bühne.

## Stimmen zum Werk

### Pro
Der französische Schriftsteller Romain Rolland im Vorwort von Wie der Stahl gehärtet wurde, 1936: 

„Alles in Ostrowski ist Flamme der Aktion und des Kampfes – und diese Flamme wuchs und dehnte sich aus, je enger Nacht und Tod ihn umringten. Er strömte von unermüdlichem Lebensmut und Optimismus über. Und diese Freude verband ihn mit allen kämpfenden und vorwärtsschreitenden Völkern der Erde.“

Verlagswerbung von 1950: 

„Der Autor erzählt mit großer Wahrhaftigkeit die Geschichte einer jungen Generation, die im Sturm geschichtlicher Ereignisse erzogen und gestählt wurde. [...] Der Kampf zwischen Gutem und Bösem, Reinem und Schmutzigem, Hohem und Niedrigem, Schönem und Hässlichem, Menschlichem und Barbarischem, der im Menschen selbst tobt, aber den die Menschen auch untereinander ausfechten, findet bei diesem Dichter lebenswahren Ausdruck.“

Aus dem Handbuch der Sowjetliteratur (1917–1972), 1975: 

„[…] Ostrowski [schuf] eine Fülle typischer Charaktere jener Zeit. Ein klarer Aufbau, der von der inneren Entwicklung des Helden Pawel Kortschagin bestimmt wird, eine sich schnell entwickelnde Handlung ohne Retardierung und Beschaulichkeit, kämpferischer Pathos und lyrische Innigkeit kennzeichnen das individuelle künstlerische Profil des Romans, der auch durch einige sprachliche Schwächen nicht gemindert wird.“

### Contra
Im Deutschlandradio meinte Dunja Welke im September 2004, dass „da offenbar ein Übermensch und Superheld agiert“, was „in den DDR-Schulen nicht diskutiert“ wurde. „Die stalinistischen Tendenzen klammerten die Deutschlehrer aus.“ In derselben Sendung urteilte Boris Groys, die Willenskraft der Protagonisten des Romans sollten offenbar „Symbole des Stalinschen Willens“ darstellen. Thomas Reschke, der das Buch 1977 ins Deutsche übersetzte, nimmt wie folgt Stellung:

„Und was erfahren wir über diese Trotzkisten? Sie wachen morgens noch in halb besoffenem Zustand auf, sind unrasiert, sind arbeitsscheu und saufen wahnsinnig viel und haben überhaupt keine Moral und taugen überhaupt in gar keiner Weise was. Aber was die Trotzkisten eigentlich wollten und worin das Wesen ihres Zerwürfnisses mit Stalin bestand, darüber erfahren wir kein Wort nach meiner Erinnerung.“

## Ausgaben
- Erstausgabe in zwei Bänden, Moskau 1932–1934

Deutsche Ausgaben

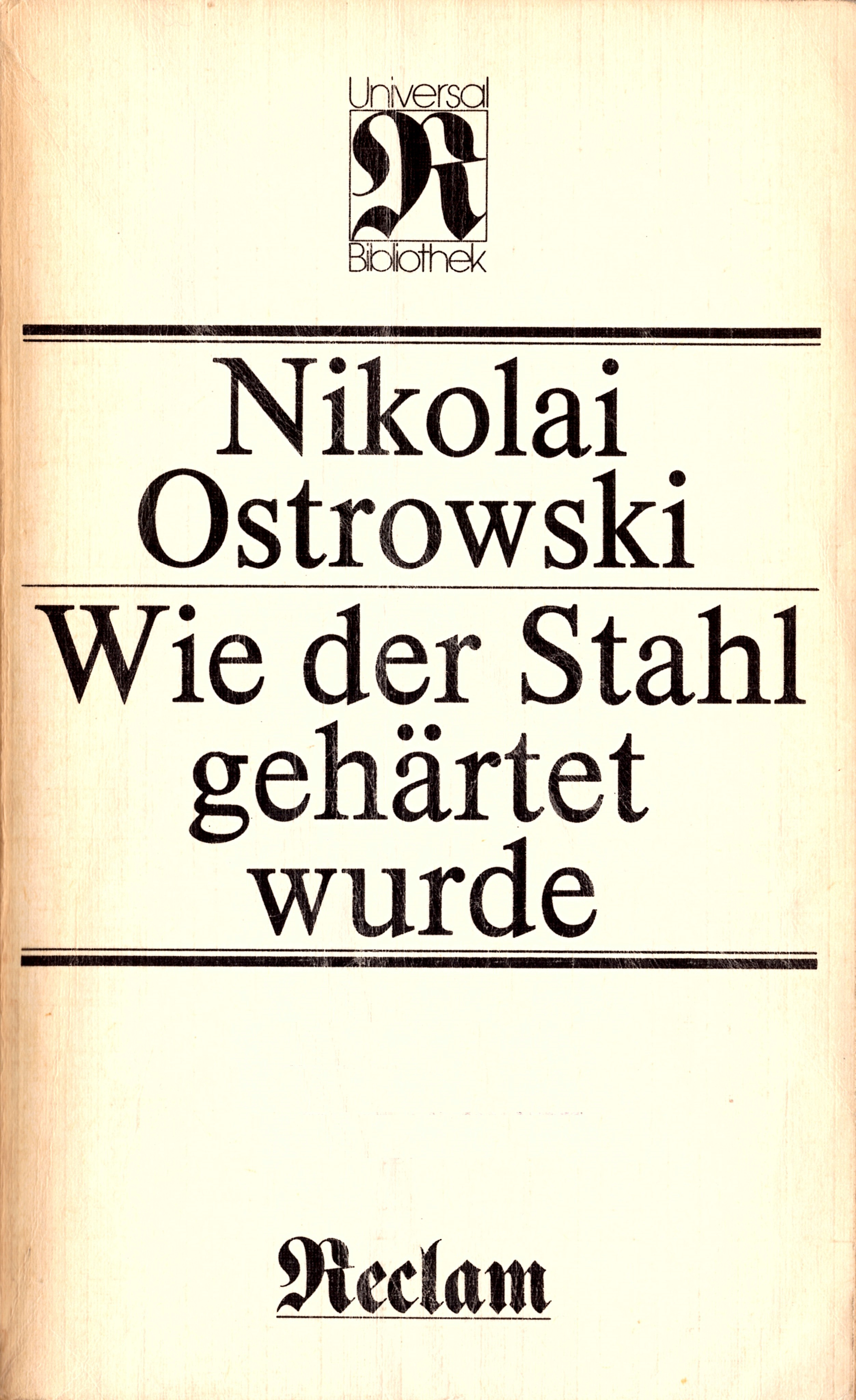
RUB-Nr. 95, Reclam Leipzig 1984

- Übersetzung: Anonym. Staatsverlag der nationalen Minderheiten der UdSSR, Kiew 1937 (erste deutsche Ausgabe)
- Übersetzung: Anonym. Neues Leben, Berlin 1947
- Übersetzung neu bearbeitet von Nelly Drechsler
  - Mit Zeichnungen von Kurt Zimmermann. Verlag Neues Leben, Berlin 1954 (13. Auflage)
  - Reclam-Verlag Leipzig (1. Auflage 1957 RUB-Nr. 8319/25 DNB 364449284, ab 8. Auflage 1965 RUB-Nr. 95 DNB 364449241)
- Übersetzung neu bearbeitet von Ernst Dornhof
  - Zeichnungen von Kurt Zimmermann. Verlag Neues Leben, Berlin 1961 (20. Auflage)
  - Reclam-Verlag Leipzig 1969 (13. Auflage, DNB 364449276)
  - Zeichnungen von Kurt Zimmermann. Weltkreis-Verlagsgesellschaft, Dortmund 1973
- Neuübersetzung von Thomas Reschke
  - Verlag Neues Leben, Berlin 1977 (46. Auflage 1988)
  - Weltkreis-Verlag, Dortmund 1977, ISBN 3-88142-018-5
  - Reclam-Verlag Leipzig (22. Auflage DNB 810543559 1981 bis 24. Auflage DNB 871334607 1987, ISBN 3-379-00234-8)
  - Illustriert von Eberhard Binder. Verlag Neues Leben, Berlin 1985 (43. Auflage); Weltkreis-Verlag, Dortmund 1985 (6. Auflage), ISBN 3-88142-018-5
- Illustriert von Kurt Zimmermann. LeiV, Leipzig 2004, ISBN 3-89603-197-X
- Neuauflage der Übersetzung von Thomas Reschke mit einem Vorwort des neurechten Publizisten Benedikt Kaiser im Renovamen-Verlag, Bad Schmiedeberg 2017, ISBN 978-3956211324

## Vertonung
- Wie der Stahl gehärtet wurde. Pawels Lehrjahre. Für die Schallplatte eingerichtet von Jürgen Schmidt. Litera, 1973